# Grande Prêmio do México de 2016
Grande Prêmio do México de 2016 (formalmente denominado Formula 1 Gran Premio de México 2016) foi a decima nona etapa da temporada de 2016 da Fórmula 1. Foi disputado no dia 30 de outubro de 2016 no Autódromo Hermanos Rodríguez, Cidade do México, México.
Lewis Hamilton conquistou a 51ª vitória na carreira, igualando o tetracampeão, Alain Prost como segundo maior vencedor da história da categoria.

## Relatório

### Antecedentes
Data Marcada para equipe Williams
A equipe Williams marca data para anúncio de dupla de pilotos para temporada 2017 da Fórmula 1 e, consequentemente, quem vai substituir o brasileiro, Felipe Massa que vai se aposentar no final da temporada. O site oficial da F1 noticiou nesta quinta-feira (27) que a escuderia britânica vai fazer o anúncio na sua sede, em Grove, dentro de uma semana, em 3 de novembro.
A expectativa é que não haja maiores surpresas. Valtteri Bottas, conforme já sinalizou a chefe-adjunta, Claire Williams, deve renovar ao menos por mais uma temporada e deverá ter ao seu lado, no lugar de Massa, o jovem canadense, Lance Stroll.
O piloto, atual campeão da F3 Europeia, só não foi anunciado antes porque ainda não completou 18 anos, chegando à maioridade no próximo sábado (29). O entrave da idade de Stroll, filho do bilionário mago do mundo da moda, Lawrence Stroll, se deve ao fato de que a Williams é patrocinada pela Martini, icônica marca de bebida alcoólica, e a equipe, bem como a marca, prefere evitar possíveis problemas.
Com a provável confirmação de Bottas ao lado de Stroll, vão restar sete vagas a serem preenchidas no grid de largada para 2017: a Haas deve seguir com Romain Grosjean, mas ainda não confirmou quem será seu outro piloto, assim como a Renault, já acertada com Nico Hülkenberg, e a Force India, que tem Sergio Pérez garantido, mas conta com um batalhão de pilotos em busca da vaga para substituir Hülkenberg no ano que vem. MRT e Sauber, em contrapartida, ainda não definiram nenhum dos pilotos para 2017.

### Treino Classificatório
Q1
O Q1 marcou, mais uma vez, a queda precoce de Felipe Nasr. Novamente sem rendimento com sua Sauber, o brasileiro ficou apenas em 19º, enquanto seu companheiro Marcus Ericsson avançou em 13º. Nos segundos finais, uma cena curiosa. Esteban Gutiérrez rodou e ficou atravessado na pista. Como consequência, atrapalhou seu companheiro de Haas, Romain Grosjean, e ambos foram eliminados. A decepção ficou por conta de Daniil Kvyat. De contrato recém-renovado com a STR, o russo ficou apenas em 18º. Jolyon Palmer, da Renault, não foi para a pista, em razão da descoberta de uma rachadura no chassi de seu carro que não pôde ser consertada a tempo da atividade. O mais veloz do Q1 foi Hamilton (1m19s447), seguido por Raikkonen, Ricciardo, Vettel e Verstappen. Rosberg foi apenas o sexto. Massa avançou em nono, logo atrás de Bottas. Destaque para Pascar Wehrlein, que levou a Manor ao Q2.
Eliminados: Esteban Gutiérrez (Haas), Daniil Kvyat (STR), Felipe Nasr (Sauber), Esteban Ocon (Manor), Romain Grosjean (Haas) e Jolyon Palmer (Renault).
Q2
Felipe Massa conseguiu uma vaga no Q3, ao completar o Q2 na nona colocação, novamente uma atrás de Bottas. Para decepção da torcida mexicana, Pérez errou sua volta rápida e perdeu a chance de avançar para a superpole, enquanto seu companheiro Hulkenberg avançou com a Force India. Também caíram fora: Alonso, Button, Magnussen, Ericcson e Wehrlein. 
O Q2 evidenciou também a estratégia diferente de pneus dos primeiros colocados para o começo da corrida, já que os competidores obrigatoriamente precisam largar no GP com os compostos que anotaram as melhores voltas nesta parte da classificação. Verstappen foi o mais veloz do Q1 (1m18s972) com pneus supermacios. Hamilton, Vettel, Ricciardo e Rosberg vieram a seguir, todos com pneus macios, com exceção do australiano da RBR. Raikkonen avançou apenas em sétimo. Sainz completou os classificados para o Q3.
Eliminados: Fernando Alonso (McLaren), Sergio Pérez (Force India), Jenson Button (McLaren), Kevin Magnussen (Renault), Marcus Ericsson (Sauber) e Pascal Wehrlein (Manor)
Q3
Hulkenberg, Bottas, Sainz e Massa foram os primeiros a marcar tempo no Q3. Nenhum piloto, porém, pisou fundo nos minutos iniciais. O treino “começou para valer” quando Verstappen e Ricciardo anotaram 1m19s092 e 1m19s210, respectivamente, e pularam para as primeiras posições. Hamilton veio a seguir e marcou 1m18s704, assumindo a ponta. Rosberg, com 1m19s210, aparecia apenas em quarto. Já os pilotos da Ferrari eram somente sexto, com Raikkonen, e oitavo, com Vettel.
Os pilotos voltaram aos boxes para colocar novos jogos de compostos para a parte final da classificação. A definição ficou para os segundos finais, com os competidores apertando o ritmo apenas na segunda volta do pneu. Verstappen e Ricciardo melhoraram suas marcas, 1m19s054 e 1m19s133, tempos insuficientes para superar Hamilton. O britânico não conseguiu baixar seu tempo. Restava Rosberg passar. O alemão conseguiria desbancar o companheiro? Ou ao menos a dupla da RBR? Nico marcou 1m18s958 e, ao menos, assegurou o segundo lugar no grid. Massa ficou em nono, com 1m20s032, atrás de Bottas, oitavo com 1m19s551.
Resultado: Lewis Hamilton (Mercedes), Nico Rosberg (Mercedes), Max Verstappen (RBR), Daniel Ricciardo (RBR), Nico Hulkenberg (Force India), Kimi Raikkonen (Ferrari), Sebastian Vettel (Ferrari), Valtteri Bottas (Williams), Felipe Massa (Williams) e Carlos Sainz Jr. (STR).

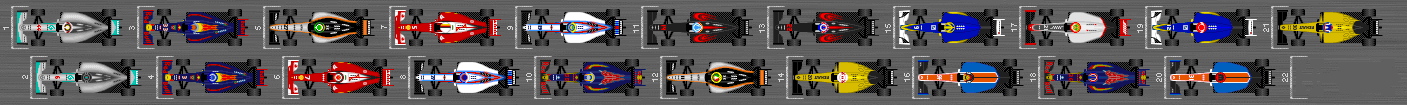
Grid de Largada

### Corrida
Pole position, Lewis Hamilton arrancou bem e conseguiu manter a primeira posição.  O britânico, porém, errou a freada da primeira curva, fritou pneus e passou reto, pela grama na chicane. Em segundo, Rosberg sofreu a ameaça de Verstappen e precisou cortar parte da chicane também para evitar o toque. Hulk tomou a quarta posição de Ricciardo, enquanto Massa ganhou duas posições, de Vettel e Bottas, subindo de nono para sétimo. Nasr ganhou ainda mais posições, e pulou de 19º para 16º. Lá no fundão, Gutiérrez acabou tocando em Wehrlein, que rodou e abalroou Ericsson. O alemão da Manor abandonou, enquanto o sueco da Sauber foi para os boxes e seguiu na corrida.
Durante a primeira volta, Sainz empurrou o compatriota Alonso em uma disputa de posição. O safety car virtual foi acionado em razão do incidente na largada. Daniel Ricciardo e Jolyon Palmer aproveitaram para antecipar a primeira troca de pneus. Ericsson foi aos boxes consertar o carro.
A corrida foi retomada na 4ª volta. Hamilton manteve-se na liderança, seguido por Rosberg, Verstappen, Hulk, Raikkonen e Massa. O incidente entre Rosberg e Verstappen na primeira curva foi investigado pela direção de prova, que decidiu não aplicar nenhuma punição. Hamilton completou as 10 primeiras voltas com 3s5 de vantagem para Rosberg. Verstappen vinha em terceiro, a cerca de 2s da Mercedes do alemão. A briga mais interessante da corrida no começo de prova era entre Massa e Vettel pela sexta colocação. Com uma Ferrari mais veloz, o alemão perdeu a paciência por ser segurado pelo brasileiro. E, para variar, reclamou pelo rádio: “Ele é estúpido. Ele está afundando a si mesmo disputando posição”
Verstappen fez seu primeiro pit stop. Vettel parou de ter motivos para reclamar quando Massa foi aos boxes. O brasileiro colocou pneus médios e retornou em décimo. Rapidamente deixou Nasr para trás e subiu para nono. Hamilton fez seu primeiro pit stop e trocou os pneus macios (faixa amarela) pelos médios (branca). O britânico voltou em quarto. Com isso, Rosberg assumiu a liderança provisoriamente, seguido por Raikkonen e Vettel. Foi a vez de Rosberg ir aos boxes. A Mercedes cogitou fazer um ajuste na asa do alemão, mas desistiu, para não correr o risco do piloto perder posição para a dupla da RBR. Sem ainda ter feito pit stops, Vettel assumiu a liderança provisória. Em estratégia diferente, Ricciardo não ofereceu resistência para Verstappen, que assumiu a quarta colocação. Piloto da casa, Pérez partiu para cima do nono colocado Massa. O mexicano mergulhou do lado na primeira curva, para delírio da torcida. Mas não conseguiu frear a tempo, passou reto e precisou devolver a posição. Líder provisório, Vettel, enfim, foi para os boxes. O alemão conseguiu dar 32 voltas com os pneus macios, virando, às vezes, mais rápido até que as Mercedes. O tetracampeão retornou à pista em sexto, atrás do companheiro Raikkonen.
Com 40 voltas completadas, Hamilton liderava, com 4s de vantagem sobre Rosberg. Verstappen era o terceiro, seguido por Ricciardo, Raikkonen, Vettel, Hulk e Bottas. Massa aparecia em nono, defendendo primorosamente a posição das investidas de Pérez. Nasr, único da pista que ainda não havia parado nos boxes, aparecia em 12º. Verstappen foi, aos poucos se aproximando de Rosberg, que perdia tempo com tráfego. E quando o alemão encontrou o retardatário Sainz no meio do caminho, o holandês aproveitou para tentar o bote. Apesar de não estar colado, Max mergulhou por dentro na curva 4, mas foi muito otimista na manobra. Ele passou reto e levou o “X” de Rosberg, que manteve a segunda posição. Em 12º, Felipe Nasr, enfim, fez seu primeiro pit stop e colocou pneus supermacios (faixa vermelha), os mais aderentes dos tipos escolhidos para o GP. O brasileiro retornou em 16º. Ricciardo fez seu segundo pit stop e colocou pneus macios (faixa amarela). Australiano voltou em sexto, mas rapidamente se livrou de Hulkenberg, para assumir a quinta posição.
A corrida ficou morna por diversas voltas. Até Vettel chegar de vez em Verstappen, indo em busca de um lugar no pódio. O alemão deu o bote no holandês, que tentou frear tarde para segurar a posição, e passou reto na chicane. Max voltou à frente de Vettel. Em sétimo, Raikkonen colocou do lado de Hulkenberg, que acabou rodando. A RBR aconselhou Verstappen a deixar Vettel passar, por ter ganho vantagem ao cortar caminho. Isso fez Ricciardo chegar nos dois. Para irritação do alemão e da Ferrari.  Ricciardo tentou dar o bote em Vettel que, fechou a porta e manteve a quarta posição. Lá na frente, alheio à  confusão, Hamilton levava a bandeirada em primeiro lugar. Rosberg cruzava em segundo, 8s atrás.

## Pós-Corrida
Após levar o bote de Vettel, Max tentou frear tarde para defender a posição e acabou cortando a chicane da curva 1. Apesar de orientação da RBR, Max se recusou a ceder a posição para o alemão e recebeu a bandeirada em terceiro. Porém, acabou punido pela direção de prova com o acréscimo de 5 segundos ao seu tempo total. Com isso, perdeu o lugar no pódio para Vettel e, de quebra, o quarto lugar para Ricciardo. Após a corrida a direção da prova decidiu que Vettel foi o culpado o mesmo foi punido com a perda de duas posições .

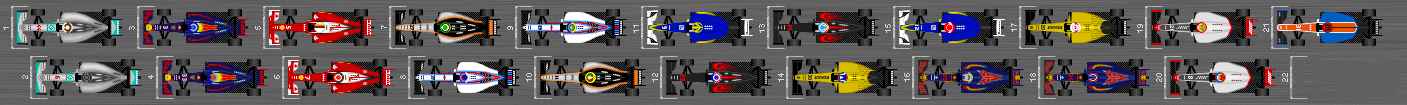
Resultado da Corrida

## Pneus
| Nome do composto | Cor | Banda de rolamento | Condições de Tempo | Dry Type  | Aderência      | Longevidade   |
| ---------------- | --- | ------------------ | ------------------ | --------- | -------------- | ------------- |
| Super Macio      |     | Slick (P Zero)     | Seco               | Supersoft | Mais aderência | Menos durável |
| Macio            |     | Slick (P Zero)     | Seco               | Soft      | Médio          | Médio         |
| Medio            |     | Slick (P Zero)     | Seco               | Medium    | Médio          | Médio         |

## Resultados

### Treino Classificatório
| Pos.                     | Nº | Piloto            | Construtor           | Q1        | Q2       | Q3       | Grid |
| ------------------------ | -- | ----------------- | -------------------- | --------- | -------- | -------- | ---- |
| 1                        | 44 | Lewis Hamilton    | Mercedes             | 1:19.447  | 1:19.137 | 1:18.704 | 1    |
| 2                        | 6  | Nico Rosberg      | Mercedes             | 1:19.996  | 1:19.761 | 1:18.958 | 2    |
| 3                        | 33 | Max Verstappen    | Red Bull-TAG Heuer   | 1:19.874  | 1:18.972 | 1:19.054 | 3    |
| 4                        | 3  | Daniel Ricciardo  | Red Bull-TAG Heuer   | 1:19.713  | 1:19.553 | 1:19.133 | 4    |
| 5                        | 27 | Nico Hulkenberg   | Force India-Mercedes | 1:20.599  | 1:19.769 | 1:19.330 | 5    |
| 6                        | 7  | Kimi Raikkonen    | Ferrari              | 1:19.554  | 1:19.936 | 1:19.376 | 6    |
| 7                        | 5  | Sebastian Vettel  | Ferrari              | 1:19.865  | 1:19.385 | 1:19.381 | 7    |
| 8                        | 77 | Valtteri Bottas   | Williams-Mercedes    | 1:20.338  | 1:19.958 | 1:19.551 | 8    |
| 9                        | 19 | Felipe Massa      | Williams-Mercedes    | 1:20.423  | 1:20.151 | 1:20.032 | 9    |
| 10                       | 55 | Carlos Sainz Jr.  | Toro Rosso-Ferrari   | 1:20.457  | 1:20.169 | 1:20.378 | 10   |
| 11                       | 14 | Fernando Alonso   | McLaren-Honda        | 1:20.552  | 1:20.282 | —        | 11   |
| 12                       | 11 | Sergio Pérez      | Force India-Mercedes | 1:20.308  | 1:20.287 | —        | 12   |
| 13                       | 22 | Jenson Button     | McLaren-Honda        | 1:21.333  | 1:20.673 | —        | 13   |
| 14                       | 20 | Kevin Magnussen   | Renault              | 1:21.254  | 1:21.131 | —        | 14   |
| 15                       | 9  | Marcus Ericsson   | Sauber-Ferrari       | 1:21.062  | 1:21.536 | —        | 15   |
| 16                       | 94 | Pascal Wehrlein   | MRT-Mercedes         | 1:21.363  | 1:21.785 | —        | 16   |
| 17                       | 21 | Esteban Gutierrez | Haas-Ferrari         | 1:21.401  | —        | —        | 17   |
| 18                       | 26 | Daniil Kvyat      | Toro Rosso-Ferrari   | 1:21.454  | —        | —        | 18   |
| 19                       | 12 | Felipe Nasr       | Sauber-Ferrari       | 1:21.692  | —        | —        | 19   |
| 20                       | 31 | Esteban Ocon      | MRT-Mercedes         | 1:21.881  | —        | —        | 20   |
| 21                       | 8  | Romain Grosjean   | Haas-Ferrari         | 1:21.916  | —        | —        | PL 2 |
| Tempo dos 107%: 1:25.008 |    |                   |                      |           |          |          |      |
| NQ                       | 30 | Jolyon Palmer     | Renault              | S/Tempo 1 | —        | —        | 21   |
| Fonte:                   |    |                   |                      |           |          |          |      |

Notas
↑1  - Jolyon Palmer (Renault) não obteve o tempo de volta no Q1, porém foi autorizado a largar.
↑2  - Romain Grosjean (Haas) largara dos boxes ao troca o assoalho do carro.

### Corrida
| Pos.   | Nu. | Piloto            | Construtor           | Voltas | Tempo/Retirado | Grid | Pontos |
| ------ | --- | ----------------- | -------------------- | ------ | -------------- | ---- | ------ |
| 1      | 44  | Lewis Hamilton    | Mercedes             | 71     | 1:40:31.402    | 1    | 25     |
| 2      | 6   | Nico Rosberg      | Mercedes             | 71     | +8.354         | 2    | 18     |
| 3      | 3   | Daniel Ricciardo  | Red Bull-TAG Heuer   | 71     | +20.858        | 4    | 15     |
| 4      | 33  | Max Verstappen    | Red Bull-TAG Heuer   | 71     | +21.323 4      | 3    | 12     |
| 5      | 5   | Sebastian Vettel  | Ferrari              | 71     | +27.313 5      | 7    | 10     |
| 6      | 7   | Kimi Raikkonen    | Ferrari              | 71     | +49.376        | 6    | 8      |
| 7      | 27  | Nico Hulkenberg   | Force India-Mercedes | 71     | +58.891        | 5    | 6      |
| 8      | 77  | Valtteri Bottas   | Williams-Mercedes    | 71     | +1:05.612      | 8    | 4      |
| 9      | 19  | Felipe Massa      | Williams-Mercedes    | 71     | +1:16.206      | 9    | 2      |
| 10     | 11  | Sergio Pérez      | Force India-Mercedes | 71     | +1:16.798      | 10   | 1      |
| 11     | 9   | Marcus Ericsson   | Sauber-Ferrari       | 70     | +1 volta       | 15   |        |
| 12     | 22  | Jenson Button     | McLaren-Honda        | 70     | +1 volta       | 13   |        |
| 13     | 14  | Fernando Alonso   | McLaren-Honda        | 70     | +1 volta       | 11   |        |
| 14     | 30  | Jolyon Palmer     | Renault              | 70     | +1 volta       | 21   |        |
| 15     | 12  | Felipe Nasr       | Sauber-Ferrari       | 70     | +1 volta       | 19   |        |
| 16     | 55  | Carlos Sainz Jr.  | Toro Rosso-Ferrari   | 70     | +1 volta 3     | 10   |        |
| 17     | 20  | Kevin Magnussen   | Renault              | 70     | +1 volta       | 14   |        |
| 18     | 26  | Daniil Kvyat      | Toro Rosso-Ferrari   | 70     | +1 volta 4     | 18   |        |
| 19     | 21  | Esteban Gutierrez | Haas-Ferrari         | 70     | +1 volta       | 17   |        |
| 20     | 8   | Romain Grosjean   | Haas-Ferrari         | 70     | +1 volta       | 22   |        |
| 21     | 31  | Esteban Ocon      | MRT-Mercedes         | 69     | +2 voltas      | 20   |        |
| Ret    | 94  | Pascal Wehrlein   | MRT-Mercedes         | 0      | Colisão        | 16   |        |
| Fonte: |     |                   |                      |        |                |      |        |

Notas
↑3  - Carlos Sainz Jr. (Toro Rosso) recebeu 5 segundos de penalidade de tempo por forçar Fernando Alonso (McLaren) para fora da pista.
↑4  - Max Verstappen (RBR) e Daniil Kvyat (Toro Rosso) receberam 5 segundos de penalidade de tempo por sanções idênticas para sair da pista e ganhar uma vantagem duradoura.
↑5  - Sebastian Vettel (Ferrari) recebeu 10 segundos de penalidade de tempo por uma condução perigosa ou de forma irregular.

## Curiosidade
- Últimos pontos de Valtteri Bottas na Williams

## Tabela do campeonato após a corrida
Somente as cinco primeiras posições estão incluídas nas tabelas.
| Pos | Piloto           | Pontos | Var |
| --- | ---------------- | ------ | --- |
| 1   | Nico Rosberg     | 349    | 0   |
| 2   | Lewis Hamilton   | 330    | 0   |
| 3   | Daniel Ricciardo | 242    | 0   |
| 4   | Sebastian Vettel | 187    | 0   |
| 5   | Kimi Raikkonen   | 178    | 0   |

| Pos | Construtor           | Pontos | Var |
| --- | -------------------- | ------ | --- |
| 1   | Mercedes             | 679    | 0   |
| 2   | Red Bull-TAG Heuer   | 427    | 0   |
| 3   | Ferrari              | 365    | 0   |
| 4   | Force India-Mercedes | 145    | 0   |
| 5   | Williams-Mercedes    | 136    | 0   |

|  |         |
|  | Campeão |